# Mørke
Mørke – miasto w Danii, w regionie Jutlandia Środkowa, w gminie Syddjurs.